# Примощаниця
Примощани́ця — село в Україні, у Копайгородській селищній громаді Жмеринського району Вінницької області. До 2020 орган місцевого самоврядування — Верхівська сільська рада, якій було підпорядковано села Верхівка та Примощаниця. Населення становить 359 осіб.

## Історія
12 червня 2020 року, відповідно до Розпорядження Кабінету Міністрів України № 707-р «Про визначення адміністративних центрів та затвердження територій територіальних громад Вінницької області», увійшло до складу Копайгородської селищної громади.
19 липня 2020 року, в результаті адміністративно-територіальної реформи та ліквідації Барського району, село увійшло до складу Жмеринського району.

## Відомі люди
- Григорій Бокал — козак 7 Синього полку 3 пішої Залізної дивізії армії УНР, загинув під час російсько-української війни (не пізніше 1919 р.)
- Мечислав Пашковський — уродженець села, польський письменник, журналіст. Похований на Личаківському цвинтарі у Львові.